# Iisgård
|  | Sammenskrivningsforslag Artiklen Iisgård er foreslået føjet ind i Isgård. (Siden juni 2017) Diskutér forslaget Kort begrundelse: Navnet iht.Topografiske hort |

Iisgård er en gammel gård, som nævnes første gang i 1200, da gården utvivlsomt har tilhørt biskop Skjalm Vognsen død i 1215, gården blev kaldt for Egsgaard. Iisgård ligger i Tved Sogn i Syddjurs Kommune. Hovedbygningen er opført i 1890.
Iisgård Gods er på 246 hektar.

## Ejere af Iisgård
- (1200-1215) Biskop Skjalm Vognsen
- (1215-1536) Århus Bispestol
- (1536-1544) Kronen
- (1544-1567) Anders Christensen Sandberg
- (1567-1587) Tyge Andersen Sandberg
- (1587) Kirsten Tygesdatter Sandberg gift Bryske
- (1587-1624) Gert Carlsen Bryske
- (1624-1635) Christoffer Gersdorff
- (1635-1651) Peter Christoffersen Gersdorff
- (1651-1661) Joachim Christoffersen Gersdorff
- (1661-1671) Dorthe Joachimsdatter Gersdorff gift Krabbe
- (1671-1677) Otto Krabbe
- (1677-1725) Christian Gersdorff
- (1725-1745) Jacob Christiansen Gersdorff
- (1745-1757) Christian Jacobsen Gersdorff
- (1757-1773) Joachim Christiansen Gersdorff
- (1773-1826) Ole Marcussen
- (1826-1827) Christian Mortensen Leemeyer
- (1827-1828) Jenisch
- (1828) Christian Mortensen Leemeyer
- (1828-1857) Niels Pedersen
- (1857-1890) Gustav C. L. Krøger
- (1890-1911) Just Henrik Krieger
- (1911-1951) Tyge Alexander Bech
- (1951-1970) Carl G. Mark
- (1970-1994) Alf Normann
- (1994-2008) Asger Møller Hansen
- (2008-2013) Jacob Ebbesen
- (2013-2016) Oluf Dall
- (2016-   ) Ole Dammark Knudsen

## Ekstern henvisninger
56°10′7.48″N 10°24′53.55″Ø / 56.1687444°N 10.4148750°Ø
- Iisgård Gods Arkiveret 30. september 2007 hos  Wayback Machine